# 北海道道417号士幌停車場線
北海道道417号士幌停車場線（ほっかいどうどう417ごう しほろていしゃじょうせん）は、北海道河東郡士幌町内を結ぶ一般道道である。

## 概要

### 路線データ
- 起点：北海道河東郡士幌町字士幌西2線（旧国鉄 士幌線 士幌駅跡）
- 終点：北海道河東郡士幌町字士幌仲通（北海道道134号・北海道道1144号士幌上士幌線交点）
- 総延長：1.025 km
- 実延長：1.011 km
- 重用延長：0.014 km

### 道路管理者
- 十勝総合振興局 帯広建設管理部 事業課

## 歴史
- 1961年（昭和36年）3月31日 - 路線認定[1]。
- 1987年（昭和62年）3月23日 - 士幌線の廃線に伴い、士幌駅は廃駅となる。

## 地理

### 通過する自治体
- 十勝総合振興局
  - 河東郡士幌町

### 交差する道路
士幌町
- 北海道道771号笹川士幌線 - 字士幌
- 北海道道134号 - 字士幌仲通（終点）
- 北海道道1144号士幌上士幌線 - 字士幌仲通（終点）